# Olivéria Santos
Olivéria de Lurdes Cabral dos Santos (Açores, 20 de junho de 1978) é uma política portuguesa. Atualmente, desempenha as funções de Secretária-Geral do CHEGA-Açores e foi eleita nas eleições de fevereiro de 2024 como deputada à Assembleia Legislativa Regional pelo círculo eleitoral da Ilha de São Miguel. Na XII legislatura, exerceu o cargo de assessora de imprensa do grupo parlamentar do CHEGA-Açores.

## Resultados eleitorais

### Eleições regionais

#### Açores
| Data | Partido | Partido | Círculo eleitoral | Posição     | Cl. | Votos | %              | Status | Notas                            | Ref   |
| ---- | ------- | ------- | ----------------- | ----------- | --- | ----- | -------------- | ------ | -------------------------------- | ----- |
| 2024 |         | CH      | São Miguel        | 2.º (em 20) | 3.º | 7 106 | 11,78 / 100,00 | Eleita | Secretária-Geral do CHEGA-Açores | [ 3 ] |